# Darwin (personaggio)
Darwin, il cui vero nome è Armando Muñoz, è un personaggio dei fumetti creato da Ed Brubaker (testi) e Pete Woods (disegni), pubblicato dalla Marvel Comics. Apparso per la prima volta sulle pagine della mini-serie X-Men: Deadly Genesis n. 2 (febbraio 2006), è un mutante appartenente alla seconda, e segreta, formazione degli X-Men scomparsa durante la loro prima missione sull'isola di Krakoa.

## Biografia del personaggio

### Origini
Dopo la nascita, i poteri di Darwin, consistenti in uno stato di mutazione continua, fecero sì che suo padre lasciasse sia lui che la madre, e che quindi la donna sviluppasse un profondo odio verso il figlio. Mezzo nero e mezzo latino, Darwin divenne oggetto di alcuni esperimenti che lo portarono all'attenzione del pubblico e della genetista Moira MacTaggert, che decise di accoglierlo presso il suo istituto. Darwin divenne così uno dei membri, assieme a Vulcan, Petra e Sway, del secondo e segreto team di X-Men che partì alla volta dell'isola di Krakoa per salvare i pupilli di Xavier.

### Genesi Letale
Sull'isola, mentre Sway e Petra vennero uccise dagli esseri che vi dimoravano, Darwin riuscì a fondersi con ciò che restava delle sue due amiche; convertendosi in pura energia si unì quindi a Vulcan, facendo in modo che il ragazzo riuscisse a sopravvivere. Quando questi tornò sulla Terra per vendicarsi di Xavier, Marvel Girl separò la sua coscienza da quella di Darwin che poco dopo, allo Xavier Institute, cominciò a sviluppare un proprio corpo partendo da ciò che era rimasto di lui, vale a dire solo energia e qualche impulso neurale.

### Ascesa e caduta dell'Impero Shi'ar
Darwin venne portato dal professor Xavier, contro il parere di Ciclope, nel suo viaggio verso lo spazio Shi'ar. per fare in modo che un adirato Vulcan non distruggesse tutto l'impero e non uccidesse la sua ex-moglie ed imperatrice Lilandra Neramani. Assieme a Warpath, Havok, Polaris, Marvel Girl e Nightcrawler Darwin accompagnò Xavier fino a quando l'attacco di alcuni Skrull e il rapimento del professore da parte degli Shi'ar non lo costrinsero a separarsi dagli altri X-Men. Dopo essere riuscito a salvare il suo mentore dalla prigionia che gli Shi'ar gli avevano imposto, riuscì quasi a fuggire, ma l'annuncio che D'Ken era ancora vivo ed il suo restauro al rango di imperatore, gli fecero perdere tempo, e ciò causò la sua cattura. Separato dal professore, fu portato al cospetto di Vulcan che gli offrì di essere il suo testimone nella cerimonia che lo avrebbe unito in matrimonio a Deathbird. Durante la celebrazione del rito, Darwin si ritrovò così in mezzo al fuoco degli X-Men da una parte e degli Shi'ar dall'altra. Spaventato che il suo grande giorno venisse rovinato e che il suo dono di nozze, la morte di Xavier, gli venisse sottratto, Vulcan gettò il professore all'interno del Cristallo M'Kraan. Temendo per la sorte del suo mentore, Darwin seguì l'uomo all'interno del Cristallo e dopo averlo trovato riuscì a portarlo in salvo. I due, assieme a Warpath ed Hepzibah, vennero rispediti a casa, sulla Terra, grazie ad una manovra segreta di Lilandra, che non voleva che altro dolore fosse arrecato al suo amato. Nel mentre, ucciso il padre Corsaro e l'imperatore D'Ken, Vulcan pose se stesso a capo dell'impero Shi'ar.

### World War Hulk
Durante la World War Hulk, Darwin fu uno dei tanti X-Men che ricevettero la richiesta d'aiuto inviata dalle Naiadi di Stepford. Durante il combattimento contro il Golia Verde, sviluppò l'abilità di assorbire i raggi gamma emessi da Hulk, ma si rese presto conto che la quantità che riusciva ad assorbire non era minimamente sufficiente per sfiancare il gigante. Il suo corpo decise quindi che il modo migliore per affrontare Hulk, era quello di non affrontarlo, e sviluppati poteri di teletrasporto, inconsciamente svanì lontano dal nemico.

### Messiah Complex
Durante Messiah Complex, Darwin, a fianco degli altri X-Men si scontrò ripetutamente contro i Marauders, gli Accoliti ed i Purificatori.

### Secret Invasion
Qualche tempo dopo Messiah Complex, Darwin decide di partire alla ricerca di Xavier convinto che gli necessiti il suo aiuto. Durante il cammino incontra Longshot che lo dirotta verso Detroit e lo convince ad affidarsi ai suoi poteri per trovare Xavier, tuttavia l'uomo si rivelerà essere uno dei tanti Skrull impegnati nell'invasione della Terra, convinto che Darwin sia l'anello mancante fra la razza umana e la propria. Intercettati da X-Factor, She-Hulk e Jazinda, dopo un duro scontro si riesce a catturare l'alieno e a portarlo lontano dalla città. Darwin si riunisce al padre, che aveva affidato ad X-Factor la ricerca del figlio, e nel frattempo sviluppa una cotta per Monet.

## Poteri e abilità
Il potere di Darwin consiste in uno stato costante di mutazione reattiva. L'esatta natura o limiti di esso non sono ancora stati rivelati, ma la sua mutazione gli consente virtualmente di adattarsi a qualsiasi tipo d'ambiente, clima o inquinamento e sopravvivere. Per esempio: quando si trova al buio, sviluppa una visione notturna; esposto alle fiamme, sviluppa un'epidermide ignifuga; immerso in acqua, sviluppa branchie funzionanti, e così via. Inoltre sembra che il suo sistema nervoso centrale comandi la mutazione incoscientemente: ad esempio, durante la battaglia contro Hulk, l'organismo di Darwin decise che il modo migliore per sopravvivere al gigante era teletrasportarsi altrove. La mutazione permette a Darwin anche di diventare estremamente potente se la situazione lo richiede, rendendolo potenzialmente uno dei mutanti più forti. Ad esempio durante uno scontro con Hela il suo potere lo trasformò temporaneamente in un Dio della morte per fronteggiarla. 

## Altri media

### Cinema
Edi Gathegi interpreta il personaggio nel film X-Men - L'inizio (2011).

### Televisione
Darwin compare nella serie animata Wolverine e gli X-Men.